# Seznam slovenskih zdravnikov
Seznam slovenskih zdravnikov (medicincev in stomatologov). Glej tudi: Seznam slovenskih farmacevtov, Seznam slovenskih biokemikov, Seznam slovenskih biologov, Seznam slovenskih mikrobiologov, Seznam slovenskih biofizikov, Seznam slovenskih molekularnih genetikov; Seznam slovenskih antropologov, Seznam slovenskih psihiatrov (pri zdravnikih upoštevani le delno), Seznam slovenskih veterinarjev itd.

## A
- Bojan Accetto
- Rok Accetto
- Ruža Ačimović Janežič
- Martin Ačko
- Milan Adamčič
- Metka Adamič
- Anton Adamlje*
- Makso Adrian (Maks Moric)
- Janja Ahačič
- Uroš (Golobič) Ahčan (1968)
- Janja Ahčin
- Marjan Ahčin (1903–1988)
- Giovanni de Albertis
- Tit Albreht
- Savo Aleksič (Sava Aleksić)
- Karl Altmann
- Franc Ambrož
- Aleš Ambrožič
- Bogdan Ambrožič
- Franc Ambrožič
- Matija Ambrožič
- Ivan Amon
- Ivan Amruš
- Milan Amruš
- Dimitar Anakiev
- Amalija Anderluh
- Marija Anderluh
- Jože Andlovic
- Dušan Andoljšek
- Matej Andoljšek?
- Lidija Andolšek Jeras
- Avgust Andrioli (1802–1875)
- Nikica Andromako
- Sašo Aničin
- Erik Ankerst
- Johan Jakob Antoneli de Gonzales
- Gorazd Antolič
- Ivo Antolič
- Vane Antolič (1957)
- Jože Antonič
- Miha Antonič*
- Primož Aplenc
- Rihard Aplenc?
- Carlo Apollonio
- Seyed Yousef Arde-bili (1967-2017)
- Anton Arko
- Darja Arko
- Lojze Arko
- Venčeslav Arko
- Ciril Armeni
- Maja Arnež
- Zoran Arnež (stomatolog)
- Zoran Marij Arnež
- Miha Arnol
- Andrej Arnšek?
- Nuhi Arslani
- Jože Arzenšek
- Marija Auersperg
- Magdalena Avbelj Stefanija
- Jurij Avčin
- Marij Avčin
- Tadej Avčin
- Marija Avguštin Čavić
- Pavle Avramović
- Danica Avsec
- Mira Ažman
- Peter Ažman
- Tomaž Ažman
- Katja Ažman Juvan

## B
- Janez Babnik
- Martin (Leonard) Babnik
- Just Bačar
- Urška Bačovnik Janša
- Boštjan Baebler
- Oton Bajc
- Janez Bajec
- Jurij (Jorge) Bajuk
- Zvonko Baklan
- Jože Balažic
- Helena Ban Frangež
- Tatjana Ban Zlatev
- Andrej Boris Banič
- Stanko Banič
- Andrej Baraga
- Lojze Baraga?
- Matija Barbič
- Jože Baričevič
- Sašo Baričevič
- Marijan Barle
- Dimitrij (Mitja) Bartenjev
- Igor Bartenjev
- Dragica Bartenjev
- Rajner Bassin
- Denis Baš
- Lovrenc Batič
- Nina Battelino
- Saba Battelino (Birk)
- Tadej Battelino
- Hugo Baumgarten
- Dušan Bavdek
- Damjana Bebler-Brecelj
- Klemen Bedenčič*
- Jože Bedernjak
- Nataša Bedernjak Bajuk
- Milko Bedjanič
- Franc Behofer
- Darinka Belič*
- Matej Beltram
- Danica Bem Gala (1922-2014)
- Drago Benedik
- Janez Benedik*
- Janko Benedik
- Majda Benedik
- Majda Benedik Dolničar
- Martin Benedik
- Jože Beniger
- Helena Benko?
- Ivo Benkovič
- Bojana Beović
- Vojko Berce
- Aleksandra Bergant Suhodolčan
- Damijan Bergant
- France Bergelj (1903-46)
- Vladimir Berglez
- Mihael Bergmann
- Ernest Berke
- Anton Bernik
- Jernej Bernik
- Karel Bernik
- Sabina Bertoncelj Pustišek
- Ana Berus
- Marijan Bervar
- Danijel Bešič Loredan
- Milan Betetto
- Sebastjan Bevc
- Marija Bevčar Bernik
- Anton Bežek (1814-55)
- Jože Bežek (1899-1968)
- Janez Nepomuk Biatzovszky
- Matjaž Bidovec
- Urška Bidovec-Stojkovič,
- Martin Bigec
- Slavko Bijelić
- Marjan Bilban
- Mirko Birsa
- Marko Bitenc
- Andrej Ludvik Bizjak
- Nataša Bizovičar
- Mija Blaganje
- Jože Blaznik
- Demeter Bleiweis
- Janez Bleiweis
- Karel Bleiweis
- Leander Bleiweis
- Tanja Blejec*
- Aleš Blinc
- Robert Blumauer (1895–1970)
- Ruža Blumauer Urbančič
- Radivoj Bobič
- Marija Bocak Kalan*
- Emil Böck
- Alojz Boh (1913-2010)
- Lojze Boh (1927-2023)
- Marko Boh
- Joža Bohinc (1901-95)
- Joža Bohinjec (1880-1941)
- Jože Bohinjec (1923-2021)
- Mateja Bohinjec (r. Plavšak)
- Franja Bojc Bidovec
- Alena Bok Friedlova
- Eda Bokal Vrtačnik*
- (Cita Bole)
- Ivan Bonač
- Urša Bonnevier
- Peter Borisov
- Elko Borko
- Lucijan Borko*
- Marijan Borštnar
- Simona Borštnar
- Peter Bossman
- Roman Bošnjak
- Albert Botteri
- Ernst Bouvier
- Cveto Božič (1920-2017)
- Marjeta Hren Božič
- Marija Bračko
- Borut Bratanič
- Andrej Brataševič
- Dejan Bratuš
- Aleš Brecelj (kirurg)
- Anton Brecelj
- Bogdan Brecelj
- Erik Brecelj
- Filip Jakob Brecelj
- Janez Brecelj
- Konrad Adam Breckerfeld
- Wolfgang Konrad Breckerfeld
- Gregor Brecl Jakob
- Dimitrij Bregant
- Marij Bregant
- Tina Bregant
- Andrej Bren
- Marija Bren Erjavec (1929-2019)
- Erika Brenčič (r. Borin)
- Leopold Brenčič
- Lojze Brenčič
- Vinko Brenčič
- Maja (Mara) Bresjanac
- Robert Breščak
- Anamarija Brezigar
- Radovan Breznik
- Svetozar Breznik
- Brane Breznikar
- Vladimir Brezovnik
- Ivan Brežan (Bressan)
- Simon Brežan
- Nataša Brglez Jurečič
- Vlado Brinovec
- Janez Brložnik
- Brane Brodnik
- Irena Brovet Zupančič
- Andrej Bručan
- Viljem Brumec (1925-2014)
- Marija Brumec Ješe
- Fran Brumen
- Monika Brumen
- Aleksander Brunčko
- Valentin Brusati (Bružat)
- Miran Brvar
- Štefan Brvar*
- Bronka Brzin
- Žiga Bučar
- Sonja Budič
- Marjan Budihna
- Nataša Budihna
- Marjan Bukovec
- Mateja Bulc
- Gorazd Bunc
- Matjaž Bunc
- Stjepan Bunta
- Helena Burger
- Tanja Burnik Papler
- Igor But
- Dušan Butinar
- Jadranka Buturović Ponikvar

## C
- *Luka Camlek*
- Ksenija Cankar
- Veronika Cankar Aplenc?
- Nina Canki - Klain (hrvaško-slovenska)
- Robert Carotta
- Bogomir Celcer
- Jurij Cepuder
- Milan Cepuder
- Anton Cerar (zdravnik)
- Matko Vasilij Cerar
- Rok Cesar*
- Boris Cergolj
- Ivan Cestnik
- Matija Cevc
- Primož Cevc
- Josip Cholewa
- Janez Krstnik Christian
- Boris Cibic (1921-2024)
- Ivan Cibic (1924-2016)
- Iza Ciglenčki
- Andrej Cijan (1937-2020)
- Matej Cimerman
- Ajda Cimperman
- Jože Cimperman (1950-2025)
- Lada Cindro
- Zoltan Cipot
- Anton Cizelj
- Tošo Cizelj (1926-2021)
- Ivan Cof
- France Cokan
- Franc Copf
- Franz Copf
- Peter Copf
- Franc Coppini
- Janez Andrej Coppini(s)
- Andrej Cör
- Karel del Cott
- Mitja del Cott
- Rudolf del Cott
- Anton Crnjac
- France Cukjati
- Milan Cunder (1908–1970)
- Vera Cunder (r. Marinič)
- France Cundrič (1908–1994)
- France Cundrič (1946)
- Saša Cvahte
- Jože Cvelbar (1908-97)
- Mirjam Cvelbar
- Erika Cvetko
- Branislav Cvetko
- Rado(van) Cvetko
- Branko Cvjetićanin

## Č
- Gvido Čadež*
- Rudi Čajavec*
- Jože Čakš
- Tomaž Čakš
- Meta Čampa
- Ferdinand Čandek
- Janka Čarman
- Anton Čas
- Milan Čavić
- Zdenka Čebašek Travnik
- Ljudevit Čebohin
- Anton Čede
- Franc Čeh
- Milan Čeh
- Robert Čeh
- Branka Čelan Lucu
- Franc Čelešnik
- Lucija Čemažar
- (Maja Čemažar)
- Andreja Čerček
- Bojan Čerček
- Andreja Černe Čerček
- Draga Černelč
- Milan Černelč
- Peter Černelč
- Stanko Černelč
- Igor Černi
- Ferdinand Tschernitsch (Ferdinand Černič)
- Mirko Černič
- Stanislav Černič
- Nataša Černič Šuligoj
- Rafael Černuta  *
- Jožica (Josipina Ana) Červek
- Milan Žiga Červinka
- Anton Česnik (Zhesnik)
- Ignacij Česnik *
- Jože Četina (1927-2017)
- Mitja Četina*
- Rudolf Čik
- Bogdan Čizmarevič*
- Milan Čižman
- Božidar Čolakovič
- Andrej Čretnik
- Božena Čretnik, r. Kaffou
- Tjaša Čretnik Žohar
- Ivan Čuber (=Ivan Zhuber)
- Tanja Čufer
- Jože Čuk*
- Jasna Čuk Rupnik

## D
- Davorin Dajčman
- Hermina Damjan
- Marija Damjanovska
- Andrej Debeljak
- France Debevec (1898-1978)
- Franc Debevec (1915-2002)
- Marija Debevec
- Miha Debevec (zdravnik)
- Peter Defranceschi
- Dušan Deisinger*
- Alenka Dekleva
- Dušan Dekleva (1896-1980)
- Marija Dekleva (r. Gregorc)
- Igor Dekleva (1921-2006)
- Franjo Ivan Delak
- Nasta Delak Pirc (1925-2023)
- Zdenka T. Delak (1917-2009)
- Jelena De Miranda
- Aleš Demšar
- Jernej Demšar (zdravnik)
- Marko Demšar
- Miro Denišlič
- Bogdan Derč
- Josip Derč
- Ernest Dereani
- Karmen Dereani (-Bežek)
- Franc Derganc (1877-1939)
- Franc Derganc (1911-1973)
- Kristijan Derganc
- Metka Derganc
- Mirko Derganc
- Jani Dernič
- Janko Dernovšek
- Nevenka Vida Deu Južnič
- Rok Devjak
- Vojko Didanovič
- Zoran Dietz
- Milan Dimitrijević
- Miran Dintinjana
- Veronika Dintinjana
- Uroš Dobnikar *
- Jurij Dobovišek
- Metoda Dodič Fikfak
- Anton Dolenc
- Primož Dolenc
- Vinko Dolenc
- Leja Dolenc Grošelj
- Mateja Dolenc-Voljč
- Tatjana Dolenc Veličković
- Zvezdana Dolenc Stražar
- Alojz Dolhar
- Rafko Dolhar
- Ivan Dolinar*
- Jurij Dolinar (zdravnik)
- Jernej Dolinšek
- Rafael Dolinšek
- Janez Dolničar
- Jožef Dolničar (1801-1883)
- Silva Dolničar Poljšak (1922-2018)
- Fran Dolšak
- Andreja Domjan Arnšek
- Aleksander Doplihar (1930-2022)
- Jožef Dornig
- Klemen Dovč*
- Rozalija Dovč*
- Peter Dovšak
- Tadej Dovšak
- Ana Zlata Dragaš (1931-2022)
- Bogo(ljub) Dragaš
- Cvetka Dragoš
- Vida Drame Orožim*
- Martina Drevenšek
- Igor Drinovec *
- Jože Drinovec*/Borut Drinovec*
- Brigita Drnovšek Olup
- Ivan Drobnič (1914-1950??)
- Janez Drobnič (zdravnik) (1924-2004)
- Matej Drobnič
- Mirko Drobnič (1920-2000)
- Adolf Drolc
- Kristina Drusany Starič
- Peter Držaj (1913-1944)
- Janko Držečnik
- Livija Držečnik Požar*
- Benjamin Dvoršak
- Mirko Đurić?

## E
- Dejan Ebenšpanger
- Maja Ebert Moltara
- Gabrijela Ehrlich
- Robert Ekart
- Franc Erjavec
- Jelka Erjavec*
- Marijan Erjavec
- Tatjana Erjavec*
- Zoran Erjavec
- Branko Ermenc
- Damijan Eržen*
- Darja Eržen *
- Ivan Eržen
- Janez (Ivan) Eržen
- Janez Eržen (kirurg)
- Nada Eržen
- Renato Eržen*
- Mladen Est

## F
- Marjan Fabjan
- Mario Fafangel (ml.)
- Janez Faganel
- Božidar Fajdiga
- Darja Fajdiga, por. Fettich
- Igor Fajdiga
- Nadja Fajdiga
- Ana Fajmut
- Božo Fakin
- Samo Fakin
- Jožef Ignacij (1754-1795)
- Franc Farčnik
- Ivan Farkaš*
- Andrejka Fatur Videtič
- Anton Fazarinc
- Franc Fazarinc
- Jože Felc
- Luciano Ferfoglia ?
- Marjeta Ferjan Bohte*
- Ksaverija Ferlan Marolt
- Dušan Ferluga
- Alenka Fetih
- Darja Fettich (r. Fajdiga)
- Janez Fettich
- Jure Fettich *
- Aleš Fidler*
- Franc Fidler
- Matjaž Figelj
- Alojz Fijavž
- Lidija Filipec (r. Steinberg)
- Žare Finderle
- Leon Fink
- Mira Fink
- Janez Fischinger
- Petja Fister
- Jože Flajs
- Matjaž Fležar  (*1963)
- Vojko Flis
- Ivica Flis Smaka
- Jakob Folter (ok. 1500)
- Josip Fon
- Silvester Fonda
- Alenka Forte
- Bojan Fortič
- Majda Fortič
- Marjan Fortuna
- Igor Frangež*
- Aleksander Frank
- Hinko Franken
- Igor Franko
- Jelka Franzot Zor
- Albert Peter Fras
- Tamara Fras Stefan
- Zlatko Fras
- Adela Fratnik Steyer?
- Urša Fratnik Florijančič
- Ernest Hilarij Fröhlich
- Janez Fröhlich
- Erika Fuchs
- Nenad Funduk
- Borut Furlan
- Jana Furlan
- Jože Furlan
- Majda Furlan
- Tomaž Furlan
- Jasna Furlan Hrabar
- Marta Furman Jakopič
- Jurij Fürst*
- Franc Fux

## G
- Simona Gaberšček
- Viktor Gaberšek
- Tone Gabrijelčič
- Peter Gabrovec*
- Miran Gabruč
- Andrej Gadžijev*
- Eldar M. Gadžijev (1945-2023)
- Aleksander Gala
- Danica Gala Bem (1922-2014)
- Stojan Gala
- Nina Gale
- Jožica Gamse (* 1955)
- Tomaž Gantar
- Mario Gasparini
- Mladen Gasparini*
- Dominik Gašperšič
- Rok Gašperšič*
- Boris Gašpirc*
- Mavricij Gauster
- Dejan Georgiev*
- Marko Gerbec
- Vida Gerbec
- Franjo Gerlovič
- Borut Geršak
- Ksenija Geršak
- Harold Delf Gillies
- Edvard Glaser
- Marjana Glaser Kraševac
- Damjan Glavač
- Edvard Globočnik
- Mojca Globočnik Petrovič
- Ljerka Glonar
- Barbara Gnidovec Stražišar
- Ciril Godec
- Romana Godeša
- Marko Godina
- Stevan Goldman
- Jože Golmajer*
- Rajko Golobinek
- Rastislav (Rastko) Golouh
- Bogomir (Miro) Gorenšek
- Matevž Gorenšek (1972-2020)
- Milan Gorenšek
- Borut Gorišek *
- Drina Gorišek*
- Nina Gorišek Miksić*
- Janez Gorjanc (kirurg)
- Jurij Gorjanc*
- Matija Gorjanc
- Vojka Gorjup
- Tamara Goslar Žiberna
- Ivan Gostiša
- Daniel Grabar
- Klemen Grabljevec?
- Franjo Gračanin
- Bojan Gračner
- Rajko Gračner*
- Anton Grad (*1954)
- Tomaž Grad
- Cveto Gradišar?
- Ivan Gradišar (ZDA)
- Primož Gradišek
- Simona Gradišek*
- Peter Gradišnik
- Gal Granda
- Nina Grasselli Kmet
- Cvetka Grašič Kuhar*
- Anton Janez Grbec
- Jožef Grbec
- Ludvik Bernard Grbec
- Milan Gregorčič
- Andrej Gregorič (st./ml.)
- Igor Gregorič
- Milan Roman Gregorič
- Milica Gregorič Kramberger
- Minja Gregorič*
- Vinko Gregorič
- Viktor Gregorić
- Marko Gričar*
- Eva Grilc
- Štefek Grmec
- Marko Grmek
- Tatjana Grmek Martinjaš
- Irena Grobelnik
- Slobodan Grobelnik
- Katja Groleger Sršen
- Anton Gros
- Nuša Gros?
- Jan Grosek
- Štefan Grosek
- Božena Grosman (1903-1987)
- Ciril Grošelj
- Dušan Grošelj
- Igor Grošelj*
- Urh Grošelj*
- Mojca Grošelj Grenc
- Zoran Grubič
- Nevenka Gruden
- Slavko Grum
- Janez Benedikt Gründel
- Štefan Gruškovnjak
- Andrej Gubenšek
- Jakob Gubenšek
- Tadej Guna
- Alojz Gunde
- Vladimir Guzelj

## H
- *Baltazar Hacquet
- Vedran Hadžić
- Alenka Hafner
- Blaž Hafner
- Janko Hafner (1899-1956)
- Jože Hafner?
- Matevž Harlander **
- Otto Haus
- Stojan Havliček
- Ana Hawlina (r. Suhadolc)
- Gregor Hawlina
- Herbert Hawlina
- Marko Hawlina
- Simon Hawlina
- Josip Hebein
- Franc Heber
- Janko Heberle
- Henrik Heferle
- Srečko Herman
- Stanko Hernja
- Polde Hladnik
- Robert Hlavaty
- Zvezdana Hlebanja
- Drago Hočevar
- Marko Hočevar (kirurg)
- Miran Hočevar
- Tone Hočevar (zdravnik)
- Zvonko Hočevar
- Irena Hočevar Boltežar
- Milan Hodalič
- Harold Hofman*
- Alenka Höfferle Felc
- Sergej Hojker
- Viktor Hojker?
- Radovan Hojs
- Tanja Hojs Fabjan *
- Franc Jožef Holzer
- Alojzij Homan
- Alenka Horvat Ledinek
- Martin Horvat
- Matija Horvat
- Matjaž Horvat
- Tomaž Nikolaj Host
- Miroslav Houška
- Bogomir Hrabar
- Franci Hrastar
- Franc Hrastnik
- Bogomil Hrašovec?
- Marjeta Hren Božič
- Helena Hren-Vencelj?
- Franc(e) Hribar (patolog)
- Tomislava Hribar Habinc
- Zlat(ic)a Hribar
- Ivan Hribernik
- Tomaž Hribernik
- Tone Hrovat (zdravnik)
- Borut Hrovatin
- Gabrijel - Drago Hrušovar
- Rok Hržič
- Ivan Hubad (zdravnik)
- Zdenka Humar-Ralca
- Zdenka Humer ̈
- Rafael Ferdinand Huzijan

## I
- Alojz Ihan
- Nataša Ihan Hren
- Alojz Ipavec
- Benjamin Ipavec
- Benjamin Karel Ipavec (1878-1962)
- Franc Ipavec
- Gustav Ipavec
- Josip Ipavec
- Jurij Ipavec
- Maksimilijan Ipavec
- Matija Ipavec
- Zdenka Ivančič-Szilagyi
- Arpad Ivanecz
- Urška Ivanuš
- Marijan Ivanuša

## J
- Anton Jagodic
- Lucija Jagodic Klipšteter
- Tomaž Jagrič
- Polona Jaki Mekjavić
- Tomaž Jakomin*
- (Japec Jakopin)
- Iztok Jakša
- Jože Jakša (1895-1954)
- Tone Jamar
- Davorin Jamnik?
- Helena Jamnik
- Janja Jan
- Matevž Jan
- Janez Jančar (patolog)
- Jože Jančar
- Andrej Janež
- Janez Janež (1913-1990)
- Janez Janež ml. (1945-1992)
- Janko Janež
- Aleksander Janežič
- Slavko (Vekoslav) Janežič
- Valentin Janežič
- Martin Janko
- Franc Jankovič
- Rado Janša
- Vid Janša
- Zora Janžekovič
- Igor Japelj
- Darko Jazbec
- Janez Jazbec
- Željko Jedlička
- Franc Jelenc
- Roman Jelovčan
- Anton Jelovšek
- Ignacij Jelovšek
- Andrej Jenko
- Eleonora Jenko Groyer
- Ivan Jenko (zdravnik)
- Ludvik (Ljudevit) Jenko
- Jože Jensterle?
- Nada Jensterle
- Mojca Jenstrle Sever*
- Janez Jenšterle
- Jože Jeras
- Marija Jeras
- Berta Jereb
- Boris Jereb
- Marjan Jereb
- Matjaž Jereb*
- Slobodan Jeremić
- Stojan Jeretin (1930-2024)
- Božidar Jerič
- Pavla Jerina Lah
- Franc (Radko) Jerkič (Italija)
- Ladislav Jermol
- Miran Jeromel*
- Marjan Jerše
- Jera Jeruc
- Milena Jeruc
- Gregor Jesenko (st.: 1865-1940)
- Gregor Jesenko ml.
- Breda Jesenšek Papež*
- Leopold Ješe
- Peter Ješe *
- Anton Jeuniker
- Nataša Jevnikar
- Peter Jevnikar
- Vladimir Jevtič
- Bojan Jezernik
- Jolanda Jezernik Leskovšek
- Barbara Jezeršek Novaković
- Pavel Jezeršek (1930-2014)
- Marija Jež
- Milan Jež
- Anja Jovanovič Kunstelj
- Marko Jug*
- Rihard Jug
- Franc Ksaver Jugovic
- Stevo Julius
- Mirko Jung
- Marijan Jurca
- Miroslav Jurca
- Tomaž Jurca
- Ivan Jurečko
- Jurjevec
- Matej Justin (1886-1974)
- Albert Juteršek
- Ajda Juvanec
- Gojmir Južnič
- Marijan - Niko Južnič

## K
- Leon Kac
- Rudolf Kac - Mitja (1905-1944)
- Viktor Kac*
- Peter Kadiš (*1968)
- Mirko Kajzelj
- Vladimir Kajzelj
- Katja Kalan Uštar*
- Ivan Kalinšek
- Miroslav Kališnik (1927-2009)
- Mojca Kambič Bukovič
- Vinko Kambič
- Borut Kamenik*
- Mirt Kamenik
- Miha Kamin?
- Karin Kanc
- Pavel Kanc
- Kurt Kancler
- Aljoša Kandus
- Drago Kanič
- Vojko Kanič
- Zlatka Kanič*
- Janez Kanoni (1904-1977)
- Aleksej Kansky (1925-2015)
- Andrej Kansky
- Evgen Kansky (1887-1977)
- Josip Kapler
- Jože Kapler
- Peter Kapš
- Rafael Kapš
- Nataša Karas Kuželički
- Mirko (Miroslav Josip) Karlin
- Peter Kartin
- Anton Kastelic (zdravnik)
- Anton Kastelic
- Boris Kastelic?*
- Cvetka Kastelic Klasinc *
- Ivan Kastelic (1920-2001)
- Terezija Kavčič
- Gorazd Kavšek*
- Dušan Keber
- Irena Keber
- Nada Kecelj-Leskovec
- Friderik Keesbacher
- Miran F. Kenda
- Nataša Kenda Šuster
- Rajko Kenda
- Fric/Fritz Kermauner
- Aleksandra Kern
- Frank J. Kern (Javh)
- Maksimiljan Kern
- Vincenc Kern (1760-1829)
- Janko Kersnik, zdravnik (1960-2015)
- Tanja Kersnik Levart
- Boštjan Kersnič
- Jože Kerstein
- Vesna Kerstin Petrič*
- Vladislav Kerže (Ladislaus Kersche)
- Dimitri P. Khailidis
- Dušica-Marija Kiauta *
- Tomaž Kiauta *
- Anton Kiker
- Adolf Kinkela
- Nikolaj Kinkela?
- Janez Kirbiš
- Mojca Kirbiš (Hajdinjak)
- Lidija Kitanovski
- Lidija Klampfer
- Dean Klančič
- Dimitrij Klančič
- Jurij Klančnik
- Gojmir Klanjšček
- Franc Klar
- Maksimiljan Klasinc*
- Vasja Klavora
- Irena Klavs
- Martina Klemenak*
- Karel Andrej Kleimond
- Franek Klemenc
- Matjaž Klemenc
- Eva Klemenčič
- Herbert Klemenčič(ć; slov.-hrv.)
- Metka Klevišar
- Anamarija "Biba" Klinar Vister
- Tomaž Klinar (1969-2016)
- Ladislav Klinc?
- Damjana Ključevšek*
- Janez Klobučar
- Tomislav Klokočovnik
- Branko Klun
- Janez Kmet (1916-2003)
- Jasna Kmet (r. Župančič)
- Andrej Kmetec
- Rihard Knafelj
- Bojan Knap
- Jure Knez (ginekolog)
- Lea Knez
- Mojca Knez Ambrožič?*
- Ivan Kneževič
- Jožef Janez Knolc
- Alfred Bogomir Kobal
- Anton Kobal?
- Borut Kobal
- Miloš Kobal
- Rudolf Kobal
- Valentina Kobe (1905-1998)
- Pavel Kobler (na Hrv.)
- Andrej Kocijan
- Andreja Kocijančič
- Borut Kocijančič
- Igor Kocijančič
- Krista Kocijančič (1916-2011)
- Mario Kocijančič
- Milena Kocijančič (1948-1996)
- Viktor Koc(i)jančič (1901-1944)
- Tomaž Kocjan
- Marta Kocjan Anžič  *
- Boštjan Kocjančič
- Ervin Kocjančič
- Miha Kočar
- Štefan Kočevar
- Urban Koder
- Igor Kodrič
- Mirela Kogej-Rode
- Andrej Kogler (slov.-hrv.)
- Franci Koglot
- Aleš Kogoj
- Frančišek Kogoj
- Franjo Kogoj (1894-1983)
- Janez Kokalj
- Franc Kokol
- Gorazd Kolar
- Tadeja Kolar
- Ado Kolenc
- Marko Kolenc
- Martin Kolenc
- Štefan Kološa
- Borut Kolšek
- Radko Komadina
- Ivo Komjanc
- Janez Nepomuk Kömm
- Lidija Kompan
- Oskar Končan
- Zora Konjajev
- Bojan Kontestabile
- Anča Konvalinka Tavčar
- Konstantin Konvalinka
- Igor Kopač*
- Ivan Kopač - Pavček
- Peter Kopač (zdravnik)
- Nena Kopčavar Guček
- Josip Koporc
- Ivan Kopřiva
- Silvester Kopriva
- Gorazd Koprivnik (1960-2014)
- Ivan Koprivnik (1900-1944)
- Petra Koprivnik
- Ivo Koražija
- (Ivo Kordaš)
- Marjan Kordaš
- Anton Koren
- Igor Koren
- Srečko Koren (st./ml.?)
- Ladislav Korenčan ?
- Blaž Koritnik?
- Lilijana Kornhauser Cerar
- Pavle Kornhauser
- Blaž N. Korošec 1921 -
- Bojan Korošec
- Branko Korošec (zdravnik)
- Ladko Korošec ml.
- Marko Korošec
- Miha Korošec (zdravnik)
- Sara Korošec *
- Simon Korošec *
- Lojze Korsika
- Marjan Koršič
- Marjan Koršič (nevrokirurg)
- Marko Koršič
- Borut Korun
- Ana Kos Zalokar
- Edvard Kos (*1957)
- Fran Kos (zdravnik)
- Jožef Kos
- Leon Kos
- Mojca Kos Golja
- Nataša Kos
- Feliks Kosec ?
- Miha Koselj
- Miro Kosin /Milodar K.?
- Ivan Kosirnik (zdravnik)
- Saša Kosovinc*
- Janko Kostnapfel
- Miro Košak (1919-2010)
- Robert Košak
- Alija Košir
- Gorazd Košir*
- Narcisa Košir
- Renata Košir Pogačnik*
- Roman Košir
- Tone Košir
- Fran Košmelj
- Vida Košmelj Beravs
- Mitja Košnik (*1962)
- Pavle Košorok (1944-2023)
- Igor Košuta
- Majda Košuta
- Srečko Košuta
- Tadeja Kotar*
- Milan Kotnik
- Primož Kotnik
- Vladimir Kotnik
- Božena Kotnik Kevorkijan*
- Franc Kous
- Štefan Kous
- Ivan/Janez Fran Kovač (J. F. Faber)
- Maksimilijan Kovač
- Mila Kovač
- Viljem Kovač (1830-1888)
- Vili (Viljem) Kovač
- Marija Kovač-Kavčič
- Viljem Kovač (1830–1888)
- Anton Kovačič
- Dragan Kovačić*
- Jule (Julij) Kovačič
- Srečko Kovačič (*1958)
- Mitja Kovič (1929-1987)
- Matija Kozak
- Miklavž Kozak
- Jože Kozar
- Ninna Kozorog
- Matjaž Koželj
- Miran Koželj
- Mirta Koželj
- Tomaž Koželj
- Vesna Koželj Oblak
- David Kožuh
- Primož Kožuh
- Mateja Kožuh-Novak
- Majda Kragelj Zbačnik
- Alenka Kraigher (r. Zupančič)
- Alojz Kraigher (1877–1959)
- Dimitri Krainc
- Otmar Krajec
- Pavel Krajec
- Ivan Krajnc
- Natalija Krajnc
- Stanka Krajnc Simoneti
- Ana Kraker Starman
- Angel Kralj
- Boris Kralj (zdravnik) (*1956)
- Božo Kralj
- Jakob Kralj
- Miloš Kralj (1930–98)
- Irena Kramar
- Janez Kramar (zdravnik)
- Lojze Kramarič
- Ludvik Kramberger
- Neva Kramberger
- Ivan Krampač
- Igor Kranjec
- Tadeja Krapež
- Iv(k)a Krasnik*
- Virgil Krasnik (1909–1968)
- Janez Kraševec
- Gregor Kraškovic?
- Aleksandra Kraut
- Matjaž Kraut-Deko?
- Alenka Kravos*
- Andrej Kravos*
- Vladimir Kravos ml.
- Bojan Krebs
- Fedor Krejči
- Maksimiljan Kremžar
- Marinka Kremžar*
- Vladimir Kresnik
- Ljubo Kretič*
- Živan Krevel*
- Milan Krek
- Jurij Krisch
- Anton (Tone) Krisper (1906-po 1940?)
- Anže Kristan
- Boris Kristan (1901-91)
- Oroslav Kristan (1867-1912)
- Špela Kristan*
- Tomaž Kristan (Christian)
- Slava Kristan-Lunaček
- Anton (Tone) Krisper
- Vinko Kristl
- Radoslav (Rudolf) Krištof
- Franc Krištofelc
- David Križaj
- Matija Križaj
- Igor Križman
- Jože Križnič
- Vasja Kruh
- Vekoslav Krumpestar
- Valter Krušič
- Janko Kryžanovski
- Matevž Kržan
- Mojca Kržan?
- Ciril Kržišnik
- Marjan Kržišnik
- Juš Kšela*
- Urška Kšela*
- Aleksander Kuhar
- Marijana Kuhar
- Dimitrij Kuhelj
- Janez Kuhelj
- Klara Kukovec (r. Doktor) (1883-1979)
- Robert Kukovec (1910-45)
- Avgust Kulovic (1836-97)
- Kumbatovič?
- Matej Kunaver
- Vlasta Kunaver
- Boris Kunc
- Alfonz Kunst
- Alojz Kunst
- Grega Kunst
- Tone Kunstelj
- A. Kuralt
- Jurij Kurillo
- Polonca Küssel
- Valentin Kušar (zdravnik)
- Miro Kušej
- Konrad Kuštrin
- Majda Kuštrin Marolt
- Ferdo Kutnik
- Marjan Kveder (1918-1988)
- Radislava Kveder
- Rado(slav) Kveder
- Rado Kveder (st./ml.)
- Tatjana (Tanja) Kveder

## L
- (1944-2023)
- Lovro Lackner
- Tone Lah
- Mitja Lainščak
- Stanko Lajevec
- Jaro Lajovic
- Sanda Lah Kravanja
- Nikola Lakič *
- Edo Lakner
- Miša Lakner*
- Ivan Lalangue
- Janez Lamovec
- Zvonimir Lamovec
- Boštjan Lanišnik*
- Nikolaj Lanščak*
- Živko Lapajne
- Milan Lapornik
- Jurij Ignacij Laschan
- Matija Laschan
- Janez Lavre
- Miha Lavre
- Alenka Lavrič Groznik
- Anton Lavrič (zdravnik)
- Božidar Lavrič
- Dušana Lavrič
- Marko Lavrič
- Vito Lavrič
- Janez Krstnik Lavrin
- Milan Lazar
- Vlasta Leban Lenart
- Josip Lebar (1849 - 1920)
- Srečko (Feliks) Lebar
- Jožica Ledinek Paddle
- Franc Ksaver Legat
- Tatjana Lejko Zupanc
- Ivan Lenart
- Ladislav Lenart
- Vera Lenart
- Eva Lenassi
- Peter Lenče
- Mojca Lenče-Kastelic
- Matjaž Lesjak
- Tatjana Leskošek Denišlič
- Boštjan Leskovar*
- Rudolf Leskovar
- Janez Leskovec
- Bogdan Leskovic
- Dinko Leskovšek
- Evita Leskovšek
- Roman Lesnika
- Gorazd Lešničar
- Hotimir Lešničar
- Janko Lešničar
- Andrej Levanič
- Avgust Levičnik
- Milan Ličina
- Miha Likar
- Jelka Lindič
- Jurij Lindtner (1939-2013)
- Luka Lipar
- Fran Viljem Lipič
- Matej Lipovšek
- Silvo Lipovšek
- Andrej Lisjak
- Anton Logar (stomatolog)
- Dušan Logar
- Ivan Logar
- Mateja Logar
- Primož Logar
- Anton Lojk
- Danilo Lokar
- Jože Lokar
- Mateja Lopuh
- Bogdan Lorber
- Petra Lorber
- Bronislava Lotrič Pentek
- Luca Lovrečič
- (Cita Lovrenčič Bole)
- Benjamin Lovše
- Eva Lovše
- Boštjan Lovšin
- Jože Lovšin
- Marko Lovšin
- Miroslav Luci
- Miha Lučovnik *
- Adolf Lukanovič
- Franc Lukič
- Ljubiša Lukić
- Marij Lunaček
- Pavel Lunaček (1900–1955)
- Slava Lunaček (1898–1978)
- Majda Lunder
- Marko Lunder
- Mojca Lunder*
- Tomaž Lunder (zdravnik)
- Urška Lunder (1959)
- Neva Lupinc (Trst)
- Karel Lušicky
- Zdenka Lušin Novak - Špela
- Stanko Lutman
- Boštjan Luzar*
- Miloš Lužnik

## M
- Metka Macarol Hiti* ?
- Marta Macedoni Lukšič
- Mitja Mächtig Arhivirano 2018-02-24 na Wayback Machine.
- Miloš Macura
- Slobodan Macura
- Breda Maček Paternu
- Rok Maček
- Majda Mačkovšek - Peršič
- Bogomir Magajna
- Marija Magajne
- Anton Magdič
- Jože Magdič
- Vera Maher *
- Stanislav Mahkota
- Ksenija Mahkovic Hergouth
- Stanislav Mahne
- Maja Majal*
- Jožko (Josip) Majcen
- Vidojka Majcen Vuga
- Živa Majcen
- Otmar Majerič
- Anton Makovic
- Jana Makuc
- France Malešič (1921-2020)
- Mateja Maležič Blažič
- Senja Mali Brajovič
- Ignacij Mally
- Marko Malovrh
- Judita Mandelc Kunčič (1955-2024)
- Aleksander Manohin (1946-2021)
- Radoslav Marčan
- Majda Marčič Smerdu
- Viktor Marčič
- Nataša Marčun Varda
- Robert Marčun*
- Marija Maren Držaj
- Zlatko Marin*
- Črt Marinček
- Ivan Marinčič
- Ljubo Marion
- Gašper Markelj
- Špela Markelj
- Saša Markovič (-Predan)
- Jasmina Markovič Božič
- Apolon Marolt
- Janko Marolt
- Marica Marolt-Gomišček
- Maja Marolt-Mušič
- Luis Guillermo Martinez Bustamante
- Andrej Marušič (1965–2008)
- Dorjan Marušič
- Franc Marušič
- Sonja Masle
- Andrej Mašera
- Sonja Mašera
- Leo Matajc
- Mojca Matičič
- Marko Matjašič
- Ivan Matko (1885–1945)
- Ivan Matko (1919–1997)
- Erika Matos
- Jan Matoušek
- Jožica Maučec Zakotnik
- Danilo Maurič
- Blaž Mavčič
- Ernest Mayer (zdravnik)
- Majda Mazovec (1920-2015)
- Helena Meden Vrtovec
- Ana Medved*
- Lojze Medved
- Meta Medved Kus
- Marko Medvešček
- Adolf Medvešek
- Anamarija Meglič*
- Bernard Meglič*
- Leon Meglič*
- Uroš Meglič*
- Duška Meh
- Dušan Mekiš
- Živa Melik
- Anton Melzer
- Franc Melzer
- Janez Melzer?
- Jožef Andrej Melzer
- Raimund Melzer
- Avguštin Mencinger
- Bogdan Menih
- Matjaž Merc
- Ljudevit Merčun
- Bogo Merljak
- Božena Merljak (por. Lušicky)
- Aleksander Merlo
- Milivoj Mermolja
- Valentin Meršol
- Anton Mesec
- Judita Mešič
- Damjan Meško
- Marija Meznarič-Petruša
- Dušanka Mičetić Turk
- Robert Miglar
- Alojz Mihelčič (zdravnik)
- Anton Mihelič
- Anže Mihelič
- Miro Mihelič
- Nasta Mihevc Srakar
- Lili Mikecin
- Fedor Mikič
- Danica Miklič Škrabar
- Kazimir Miksić
- Rudolf Mikulič
- Anica Mikuš Kos
- Dimitrij Mikuš
- Karel Milavec
- Vladimir Milavec
- Joseph/Josip Milič Emili
- Janez Milčinski
- Lev Milčinski
- Metka Milčinski
- Anže Militarov
- Zoran Miloševič
- Franc Minař
- Tomislav Mirković
- Dušan Mis
- Franta Mis
- Jožef Peter Alkantara Mislej
- Ema Mivšek Mušič
- Dimitrij Mlekuš
- Monika Mlinar Agrež
- Tina Mlinarec
- Vlado Mlinarič
- Samo Modic
- Janez Mohar *
- Metka Moharić*
- Alojzija Mohorič*
- Marija Mojse-Miličev
- Andrej Moličnik
- Andreja Möller Petrun
- Leopold Morela
- Vesna Morela
- Marjan Morelj
- (Maks Moric)
- Igor Movrin
- Andrej Mozetič
- Ivan Mozetič
- Tilka Mozetič Mikuž
- Vinko Mozetič
- Jože Možgan
- Andrej Možina
- Dušan Možina
- Hugon Možina
- Martin Možina
- Marjan Mramor
- Dušan Mravljak - Mrož
- Blaž Mrevlje
- Franc Mrevlje
- Matko Mrgole
- Mitja Mrgole
- Zdenko Mrmolja
- Faris Mujezinović
- Jelena Mulaček Mahkota
- Janko Müller
- Jasna Müller
- Manica Müller Premru?
- Fortunat Müllner
- Anton Štefan Munda *
- Anton Murgel
- Ervin Murgel
- Jurij Murgelj
- Jože Muster (1894-1982)
- Boris Mušič (1930-2016)
- Drago Mušič (1899-1993)
- Mark Mušič *
- Igor Muzlovič
- Anton Muznik
- Igor Muževič
- Danilo Mužina

## N
- Marjan Naglas
- Ludvik Nagy
- Husam (Franjo) Naji
- Ivan Napret
- Aleksander Nardin
- Leopold Nathan
- Jožef/Josef Neckermann
- Lidija Nemeth
- David Neubauer
- (Henrik Neubauer)
- Robert Neubauer
- Mavricij Neuberger
- Jože Neudauer
- Ljuba Neudauer (r. Založnik)
- Jakob Anton Neuner
- Marko Noč
- Dušan Nolimal
- Gregor Norčič
- Andrej Novak (stomatolog)
- Boris Novak (zdravnik)
- Gregor Novak
- Jože Novak
- Franc Novak
- Primož Novak
- Rajko Novak
- Stane (Stanko) Novak (okulist)
- Neva Novak Modrijan
- Vesna Novak Jankovič
- Zmago Novak*
- (Željka Novak Rukavina)
- Živa Novak Antolič
- Gregor Novljan*
- Janez Novosel

## O
- Dunja Obersnel Kveder
- Božo Oblak
- Ciril Oblak
- Irena Oblak
- Jožica Oblak-Berce
- Peter Oblak
- Rudolf Obračunč
- Ivo Obrez
- Karin Obrez Oblak*
- Janja Ocvirk
- Jožef Ivan Ocvirk
- Zdravko Ograjenšek
- Renata Okrajšek*
- Andrej Omahen
- Mirko Omejc
- Simo Opačić
- Janez Oražem
- Vida Oražem
- Ivan Oražen
- Janez Orel
- Rok Orel, zdravnik
- Jerko Oršič
- Damjan Osredkar
- Žiga (Sigismund) Osser
- Andreja Osterc Koprivšek
- Tadej Osterc
- Željko Ostojić
- Josip Otahal
- Peter Otorepec
- Zdenka Ovčak
- Radivoj Ozvald

## P
- Bernard Pachner
- Jožica Paddle Ledinek/Jožica Ledinek Paddle
- Natalis Pagliaruzzi
- Artur Pahor
- Dušica Pahor
- Vladimir Pahor
- Marjan Pajntar
- Pavel Pajntar*
- Maja Pakiž
- Branko Palčič (stomatolog, 1912-71)
- Mara Paljk Pečenko
- Franc Papež
- Milan Papež
- Petar Papuga
- Darja Paro Panjan
- Aleš Paulin
- Dušan Pavčnik
- Stanislav Pavlica
- Franjo Pavlič
- Ignac Pavlič
- Rudolf (Rudi) Pavlin
- Vinko Pavlovčič
- Ivan Pavšič
- Ivo Pavšič
- Fedor Pečak
- Jože Pečan
- Marija Pečan
- Albin Pečavar
- Milko Peče
- Vladimir Leo Pečenko (1910-92)
- Karel Pečnik
- Breda Pečovnik Balon
- Boris Pegan
- Vladislav Pegan (1935-2008)
- (Hubert Pehani 1900-95)
- Pavel Pehani (1899-1964)
- Ksenija Pelkič-Ogrizek *
- Maks Pen
- Slava Pentek (Bronislava Lotrič - Pentek)
- Anton Perc
- Vladimir Perkič
- Milivoj Perko
- Slavko Perko
- Tatjana Perkovič
- Meta Perme
- Cvetka Pernat Drobež
- Damijan Perne
- Stanko Perpar
- Ivan Peršič
- Eman Pertl
- Just Pertot
- Simon Pertot
- Vojteh Pertot
- Milan Perušek
- Franc Pestotnik
- Vlado Pešec*
- Davorina Petek
- Franc Petek =? Franc Petek (zdravnik)
- Marija Petek Šter
- Milan Petelin*
- Alojz Peterlin
- (Boris Matija Peterlin)
- Borut Peterlin (1963)
- Apolonija (Polona) Peternel
- Alenka Petkovšek*
- Ivo Petkovšek
- Drago Petrič
- Karel Petrič
- Lidija Petrič Ozvald
- Jurij Petrin
- Miroslav Petrovec
- Jože Petrovčič
- Danijel Petrovič
- Marija Petrun Ulaga*
- Janez Pevc *
- Teodor Pevec *
- Jože Pfeifer
- Marija Pfeifer
- Vladimir Pfeifer
- Franjo Pikelj
- Milivoj Piletič
- Ignacij Pintar
- Ivan Pintar
- Luka Pintar (zdravnik)
- Tatjana Pintar
- Ivan Pintarič
- Bojana Pinter
- Bojan Pipp
- Bojan (Franc) Pirc (1901-1991)
- Bojan Frančišek Pirc (1929-2006)
- Borut Pirc
- Ivo Pirc (1891-1967)
- Nasta Pirc Delak (1925-2023)
- Tomaž Pirc (1813-1880)
- Bojan Pirkmajer
- Sergej Pirkmajer
- Nina Pirnat
- Vladimir Pirnat
- Zvezdan Pirtošek
- Andrej Pišec (* 1956)
- Marija Dunja Piškur-Kosmač
- Vaclav Pišot
- Venčeslav Pišot
- Tomo Pitamic
- Gregor Pivec
- Jože Pižem ?
- Albin Plahuta
- Franci Planinšek
- Tanja Planinšek Ručigaj
- Ivo Planinšič
- Janez Plečnik
- Josip Plenčič
- Marko Anton Plenčič
- Aleš Pleskovič
- Alojz Pleskovič
- Stojan Plesničar
- Velebita Plesničar (Vela Tuma)
- Drago Plešivčnik
- Franc Pleško
- Miro(slav) Pleterski (1916-2003)
- Tom Ploj (1968–2009)
- Štefan Plut (1928-2016)
- James Raymond Pluth
- Bojan Pochyla
- Janez Podboj
- Jernej Podboj
- Simon Podnar
- Tomaž Podnar
- Janez Podobnik
- Rafael Podobnik?
- Božana Podrumac
- Anton Pogačnik (1829-1900)
- Bogica Pogačnik
- Jožef Pogačnik
- Jurij Žiga Pogačnik
- Tomaž Pogačnik
- Gregor Poglajen
- Edvard Pohar
- Maks Pohar
- Janez Poklukar
- Dražigost Pokorn
- Marko Pokorn
- Mirko Pokorn
- Vilma Pokorn
- Janja Polanec Černoša
- Janez Poles*
- Mario Poljak
- Rado Poljanšek
- Silva Poljšak *
- Zoran Poljšak (1919-92)
- Borut Pompe
- Janko Pompe
- Marja Pompe
- Vera Pompe Kirn
- Draženka Pongrac Barlovič
- Mario Ponikvar
- Rafael Ponikvar (st./ml.)
- Antonija Poplas Susič
- Janko Popovič
- Mara Popović
- Pavel Poredoš
- Peter Poredoš
- Ciril Porekar - Humski
- Miran Porenta
- Teodor Posteli (Teodor Postelj)
- Franc Postič
- Sandi Poteko *
- Igor Potočnik (stomatolog)
- Iztok Potočnik
- Marko Potočnik
- Josip (Jože) Potrata
- Jože Potrč
- Stojan Potrč
- Aleksander Poznik
- Jože Požun
- Sabina Praprotnik (1898-1986)
- Alojzij Praunseis
- Igor Praznik
- Andreja Pražnikar*
- Janko Predan
- Marjan Predan
- Edo Predanič (1917-64)
- Peter Pregelj
- (Friderik Pregl)
- Matija Prelog
- Irena Preložnik Zupan *
- Marjan Premik
- Vladimir Premoru*
- Tanja Premru Sršen
- Borut Prestor
- Metka Prešern Štrukelj
- Janja Pretnar Oblak
- Slavko Prevec
- Tine S. Prevec
- Franc Prezelj
- Janez Preželj
- Anton Prijatelj
- Maja Primic Žakelj
- Janez Primožič (* 1944)
- Janez Primožič (* 1953)
- Janez Prinčič
- Josip Prodan
- Marjan Prodan
- Luka Prodnik*
- Matija Pucher
- Pavla Pukl
- Ludvik Puklavec (zdravnik)
- Borut Pust
- Stanko Pušenjak (1895-1965)
- Stanko Pušenjak*
- Friderik Pušnik*

## Q
- Janez Pavel Qualiza

## R
- Alenka Radšel Medvešček
- Anja Radšel
- Franjo Radšel
- Peter Radšel
- Zora Radšel Burger
- Danica Rainer (r. Marinček)
- Srečko Rainer
- Ivan Raišp
- Ivo Raišp
- Mirjana Rajer
- //Bogomir Rajh// (*1945)
- Amand Rak
- Rasta Rakar Radešček
- Stelio Rakar
- Jožef Rakež
- Peter Rakovec
- Slavko Rakovec (st./ml.)
- Ivo Rakuljić-Zelov (1899-1994)
- Ana Ramovš
- Adolf Ramšak
- Marija Ramšak
- Jože(f) Rant
- Josip Rapotec
- Božena Ravnihar
- Čedomir Ravnik
- Igor M. Ravnik
- Janez Ravnik*
- Ludvik Ravnik
- Tone Ravnikar
- Adolf Razlag
- Martin Razpet (1826-1888)
- Jakob Rebernik
- Jelka Reberšek Gorišek
- Frank Rebeušek/Franc Rebevšek?
- Janez Rebol*
- Franc Rebula
- Dušan Reja
- Izidor Reja
- Jana Rejc Marko*
- Metoda Rejc Novak *
- Milan Reljič *
- Miran Rems
- Janez Remškar
- Zlata Remškar*
- Zvonka Rener Primec
- Dušan Repovš (1928-2022)
- Alenka Repše Fokter
- Stane Repše
- Samo Ribarič
- Martina Ribič Pucelj
- Marko Rifel *
- Igor Rigler
- Leopold Rijavec?
- Aleksander Rjazancev
- Hugon Robič
- Andrej Robida
- Ivan Robida
- Jože Robida
- Matjaž Rode
- Mirela Rode
- Primož Rode
- Marija Rogar
- Mirjam Rogl Butina*
- Alojz Rojc
- Vida Rojc (s. Justina)
- Alojz Rojnik
- Barbara Rojnik
- Bojan Rok
- Zlatko Roškar*
- Danica Rotar-Pavlič
- Ana Rotdajč
- Lojze Rot?
- Uroš Rot
- Danica Rotar Pavlič *
- Žiga Rotar
- Nada Rotovnik Kozjek
- Tomaž Rott
- Aleksander Rotter
- Aleš Rozman
- Blaž Rozman
- Ciril Rozman
- Marjan Rozman
- Sanja Rozman
- Anamarija Rožič -Hristovski
- Primož Rožman
- Mojca Rožič
- Ivo I. Rudolf
- Zvonimir Rudolf
- Dean Rumpf
- Petra Rupar
- Marjan Rupnik
- Borut Rus
- Igor Rus
- Mavricij Rus (1879–1977)
- Rina Rus*
- Stanislava Rus (1916-1963)
- Vika Rus Vaupot
- Branko Rustja
- Karel Rutar
- Srečko Rutar (*1940)
- Veronika Rutar Gorišek

## S
- Franc Sadar
- Nikolaj - Niko Sadnikar
- Julij Saje
- Alemka Saks (1929-2019)
- Bogdan Saksida (1939-2021)
- Santorio Santorio
- Jože Satler
- Vasa Savić
- Baldomir Savinšek
- Luka Savnik
- Dunja Savnik Winkler
- Roman Scagnetti?
- Karin Schara
- Franc Schiffer
- Ulrik Schmidt
- Jernej Schober
- Konstantin Jožef Schrott
- Anton Schwab
- Giovanni Antonio Scopoli
- Franc Nikolaj Sedej
- Rajko Sedej
- Tomaž Franc Sedej
- Mileva Sedlaček Novak
- Danuška Sedlar (1913-85)
- Vladimir Sekavčnik ?
- Jože Sekolec
- Majda Selevšek*
- Marija Seljak*
- Katja Seme
- Miljan Senčar
- Mojca Senčar
- Sabina Senčar
- Vladimir Senekovič
- Bož(en)a Sernec Logar
- Jurij Sernec
- Dalja Sever Jurca
- Ecijo Sever*
- Matjaž Sever
- Srdan Sevnik*
- Rado (Konrad) Sfiligoj
- Gabrijela Simetinger
- Jožica Simonič Kunej
- Filip Simoniti
- Jurij Simoniti
- Lojze Simoniti
- Andreja Sinkovič
- Uroš Skalerič
- Bogo Skalicky
- Marjan Skalicky?
- Božena Skalicky Kuhelj
- Zdenka Skalicky Čebin
- Bogo(mir) Skerget
- Meta Skerget
- Dušan Sket
- Alenka Sketelj*
- Janez Sketelj
- Milko Skofic (mož Gine Lolobrigide)
- Pavel Skok (* 1959)
- Aleksandra Skralovnik-Štern
- Aleš Skvarča
- Herman (Zmago) Slokan
- Mario Slokan *
- Tanja Slokar*
- Janez Sluga
- Franjo Smerdu
- Josip Dušan Smodej
- Ludvik Smrekar
- Nataša Smerkar
- Anica Smrkolj (1951–1995)
- Špela Smrkolj
- Tomaž Smrkolj*
- Vladimir Smrkolj
- Erika Snoj Cvetko
- Darinka Soban
- Maja Sočan
- Valentin Sojar
- Mihael Sok
- Tanja Soklič Košak
- Anton Sonc
- Elza Soss (1889-1970)
- Aneta Sotirovska Šalamon
- Borut Sotošek
- Sonja Sovdat Banič
- Borut Spacal
- Janez Spindler
- Alenka Spindler Vesel
- Matjaž Splichal
- Franc Srakar
- Tinkara Srnovršnik
- Valentina Sršen (r. Hribovšek)
- Marko Stanonik?
- Lovro Stanovnik?
- Mateja Starbek Zorko
- Franc Starc
- Milan Starc
- Šarolta Starc
- Radovan Starc
- Tone Starc
- Vito Starc
- Andrej Stare
- Jože Stare
- Zlatan Stare
- Jurij Starovašnik
- Marjan Stegnar
- Marjan Steinbach*
- Franc Steinfelser
- Apolonija (Polonca) Steinmann (1947-2022)
- Jurij Stekar
- Alojz Stepančič
- Stane Stergar
- Marko Sterle
- Dimitrij Stiasny
- Vladimir Stiasny
- Branka Stirn Kranjc
- Jurij Stojan*
- Josip Stojc (1877-1926)
- Rasto Stok*
- Gorazd B. Stokin
- Bogdan Stopar
- Rok Stopar
- Tatjana Stopar Pintarič
- Darija Mateja Strah*
- Josip Strašek
- Stanislava Straus Bračko
- Štefan Stražiščar (1942–1983)
- Alenka Strdin Košir
- Klemen Stražar*
- Branka Stražišar*
- Katja Stražiščar, psihiatrinja in otroška zdravnica, vodja šolske ambulante Vič in na Metelkovi
- Štefan Stražiščar*
- Alenka Strdin Košir*
- Albin (Bine) Stritar
- Franc Strle
- Stane Strnad
- Stanko Strnad
- Valerija Strnad (1880–1961)
- Primož Strojan
- Margareta Strojan Fležar
- Tadej Strojnik*
- Jože Stropnik
- Zlata Stropnik Črepinko
- Tadej Strojnik
- Marija Stucin
- Daša Stupica
- Andreja Suhadolc Pipp*
- Edvin Suher (1894-1990)
- Alojzij Slavko Sušin
- Janko Sušnik
- Nina Suvorov Gregorič
- Franc Svenšek *
- Franc Svete
- (Saša Svetina)
- Petra Svetina Šorli*
- Lea Svetlič Pleiweis
- Marjan Svetlič

## Š
- Rafael Šabec
- Špela Šalamon
- Branko Šalamun
- Jože Šamu
- Tomislav Šarenac *
- Marta Šavelj
- Tone Šavelj
- Edvard Šavnik
- Karel Šavnik starejši?
- Leo Šavnik
- Pavel Šavnik (1882-1924)
- Rajmond Šavrin
- Viljem Ščuka
- Marija Ščuka (por. Kerže)
- Alojzij Šef
- Marjan Šef
- Saša Šega Jazbec
- Ruža Šegedin
- Vekoslav Šekoranja
- Maja Šereg Bahar
- Alfred Šerko (1879–1938)
- (Alfred Šerko 1910–1948)
- Alfred Šerko (* 1946)
- Darja Šervicl Kuchler
- Andrej Šikovec
- Milan Šilc
- Tatjana Šilc
- Tomaž Šiler
- Sonja Šinigoj Cijan
- Amalija Šimec (1893-1960)
- Matjaž Šinkovec (1955)
- Anton Širca (1925-1996)
- Dušan Šircelj
- Albin Šivic
- Zina Šivic *
- Meta Škarja-Skerget
- Olga Škerbic Kerstein
- Vladimir Škerlak
- Alenka Šket Kontestabile
- Boris Škofic*
- Boga Škrinjar Neřima
- Edo Šlajmer
- Vesna Šlajpah**
- Alojz Šmid*
- Janez Šmid
- Lojze Šmid
- Tomaž Šmigoc*
- Jože Šnajder*
- Štefan Šobar
- Matjaž Šolinc*
- Jurij Šorli
- Stevan Šoškić
- Maja Šoštarič
- Avgust Špacapan
- Mirko Špacapan
- Karel Šparaš
- Jurij Matija Šporer
- Borut Štabuc
- Dušan Štajer
- Iztok Štamfelj
- (Andrija Štampar- Hrvat)
- Branko Štangl
- Martin Štefančič
- Borut Štefanič
- Andreja Štelcar
- Srečko Štepec
- Ana Štern *
- Draga Štiblar Martinčič
- Andreja Štolfa Gruntar
- Zdravko Štor
- Stana Štraus*
- Martin Štrucl
- Bojan Štrus*
- Alojz Štrukelj
- Milan Štrukelj (1928-2025)
- Tadeja Štrumbelj
- Marija Štucin
- Dominik Štular *
- Peter Štular *
- Tomaž Štupnik *
- Maja Šturm
- Branko Šubic
- Ciril Šubic
- Tjaša Šubic
- Zlatko Šubinski*
- Hinko Šuklje
- Dušan Šuput
- Miloš Šurlan
- Zvonimir Šusteršič
- Stanislav Šuškovič
- Igor Švab
- Matija Švagan*
- Drago Švajger (1898-1989)
- Viktor Švigelj

## T
- Ludvik Tabor
- Špela Tadel Kocjančič
- Iztok Takač*
- Lea Talanyi Pfeifer
- Danilo Tavčar
- Igor Tavčar
- Irena Tavčar
- Ivan Tavčar (zdravnik)
- Stanko Tavčar
- Andreja Tekauc Golob
- Bogdan (Karel) Tekavčič
- Igor (Bogdan) Tekavčič
- Manca Tekavčič Pompe
- Bojan Tepeš
- Filip Terč
- Marjeta Terčelj Zorman
- Tomaž Terčon*
- Nenad Terzić*
- Metka Teržan
- Janez Testen
- Erih Tetičkovič
- Josip Tičar (1875-1946)
- Štefan Tisel
- Vesna Tlaker
- Mirjana Todorović Guid
- Peter Tomanovič
- Iztok Tomazin
- Tomaž Tomazin (18. stol.: tudi dr. filozofije)
- Tomaž Tomaževič
- Aleš Tomažič*
- Anton Tomažič (1948)
- Danilo Tomažič
- Dušan Tomažič
- Janez Tomažič
- Marjeta Tomažič
- Tomaž Tomažič*
- Lija Tomažič Novak
- Viktorija Tomič
- Uroš Tominc
- Viktor Tominšek
- Matija Tomšič
- Pavel Tomšič
- Martin Tonin
- Franc Toplak
- Vladimir Topler
- Matevž Topolovec
- Ljubo Toš
- Lučka Toš
- Mirko Toš (1931-2018)
- Martin Toth
- Andrej Trampuž
- Lea (Ozimič) Trampuž
- Vladimir Trampuž
- Ludvik Travnik
- Alenka Trček
- Anton Trček
- Rihard Trebše
- Katarina Trebušak Podkrajšek
- Nadja Triller
- Jože Trontelj (1939-2013)
- Alenka Trop Skaza
- Maja Trošt
- Blaž Trotovšek
- Jože Trstenjak
- Uroš Tršan (1926-1969)
- Bojan Tršinar (1946-2022)
- Primož Trunk*
- Aleksander (Rudolf) Trušnovič (1893-1954)
- Nataša Tul Manđić
- Vela Tuma (Velebita Plesničar)
- Matjaž Turel
- Alojz Turk, zdravnik
- Josip Turk
- Rajko Turk
- Rudi Turk
- Zmago Turk
- Ivan Turšič (1869-1922)
- Anton Tušar
- Janez Tušar
- Mihael Tušek (1803-1843)

## U
- Sibila Unuk*
- Jožef (Josef) Urbaczek
- Mojca Urbančič
- Ruža Urbančič
- Stane Urbančič
- Viktor Urbančič/Urbantschitsch (r. na Dunaju)
- Vilma Urbančič Rovan
- Franc Urlep
- Branko Uršič*
- Metka Uršič Gostinčar
- Marjetka Uršič Vrščaj
- Tomaž Uršič *
- Jurij Us *
- Marija Us Krašovec

## V
- Franc Vajd ?
- Serafin Vakselj
- Alfred Valenta
- Alojzij Valenta
- Jožef Valentinčič
- Milica Valentinčič-Petrović (1900-1965)
- Ivo Valič
- Viktor Valič
- Valerija Valjavec (1889–1981)
- Marlenka Vardjan
- Štefan Varga
- Bogomil Vargazon
- Nevenka Vargazon Knaflič
- Bojan Varl
- Evgen Vavken (1927-2007)
- Marija Vegelj Pirc
- Marija Velepič (1928-2021)
- Milivoj Veličković Perat
- Tine Velikonja
- Dragica Vendramin (1922-2014)
- Rok Vengust
- Vilibald Vengust
- Emil Vengušt
- Mirko Vengušt
- Barbara Venier
- Nikolaj Venier
- Gregor Veninšek
- (David Verbec)
- (Janez Verbic)
- Marčel Verč
- (Hieronim Vergerij)
- Jože Verlič
- Franc Verovnik
- Karel Vesel (1808-1863)
- (Borut Veselko)
- Matjaž Veselko
- Jelka Vesenjak Hirjan
- Aleš Vesnaver*
- Viktor Videčnik
- Jože Videnšek
- Dušan Vidmar
- Ivan Vidmar (zdravnik)
- Jerneja Vidmar*
- Jože Vidmar
- Ludvik Vidmar
- Vinko Vidmar (stomatolog)
- Damjan Vidovič (* 1973)
- Nataša Vidovič Valentinčič
- Draško Vilfan
- Franc Vindišar
- Mateja Vintar Spreitzer
- Neli Vintar
- Franc Virant*
- Zlata Visenjak*
- Franjo Vizjak
- Uroš Vizjak
- Veljko Vlaisavljević
- Brane Vladikovič
- Vilma Vlaj
- Miha Vodičar*
- Janez Vodiškar*
- Nado Vodopija
- Boris Vodopivec
- Ana Lina Vodušek
- David B. Vodušek
- Gorazd Voga
- Gregor Voglar
- Andrej Vogler
- Matjaž Vogrin
- Minca Voje
- Vladimir Vojska
- Branko Volavšek
- Josip Volavšek
- Metka Volavšek
- Viktor Volčjak
- Božidar Voljč
- Vladimir Volovšek
- Drago Vončina
- Jasna Vončina
- Marija Vončina Kuralt*
- Niko Vončina*
- Matjaž Voršič*
- Irina Vostrueva
- Josip Vošnjak
- Tomaž Vovko
- Domen Vozel*
- Marjan Vozelj
- David Vozlič *
- Erik Vrabič
- Mira Vrabič
- Andrej Vranič
- Olga Vraspir-Porenta
- Vito(mir) Vrbič
- Vekoslav (Slavko) Vrbnjak
- Janez Vrbošek**
- Viljem Vrbošek
- Ciril Vreča
- Bojan Vrečer*
- Milena Vrenk Jerše*
- France Vrevc
- Janez Vrhovec (zdravnik)
- Janko Vrhovec
- Dušan Vrščaj
- Eda Vrtačnik Bokal /Eda Bokal Vrtačnik
- Bojan Vrtovec
- Bojan Vrtovec ml.
- Dominik Vrtovec
- Josip Vrtovec
- Jože Vrtovec
- Matjaž Vrtovec
- Matjaž Vrtovec ml.
- Vesna Vrtovec
- Štefan Vučak
- Ljubica Vučetić Zavrnik
- Marko Vudrag
- Miroslav Vuga
- Radojka Vuga
- Vanja Vuga
- Vidojka Vuga (r. Majcen)
- Velimir Vulikić
- Mira Vurnik Žumer

## W
- Jožica Wagner Kovačec (* 1965)
- Joseph Wattmann (avstrij., tudi v Lj)
- Emil Watzke
- Barbara Weibl
- Vlado Weingerl
- Egidij Welponer (1849-1933, Ts)
- Miha Weiss
- (Anton Wernig)
- Vladimir Wolf
- Ivana Wostner Kološa

## Z
- Vesna Zadnik
- Zvezda Zadnik
- Jože Zadravec
- Lorna Zadravec Zaletel
- Niko Zagode
- Pavel Zagode
- Jana Zajc
- Jadranka Zajc-Satler
- Stane Zajc
- Janez (Ivan) Zajec
- Tine Zajec
- Jožef Zajiček
- Gregor (Gregory L.) Zalar
- Lijana Zaletel Kragelj
- Jelka Zaletel
- Alojz Zalokar
- Ana Zalokar
- Jurij Zalokar
- Nataša Zalokar
- Tatjana Zalokar
- Ljuba Založnik Neudauer
- Maks Zalta
- Maruša Zamorano
- Tomo Zarnik
- Herbert Zaveršnik
- Dušan Zavrnik
- Gorazd Zavrnik
- Oldri(c)h Zavrnik
- Vesna Zavrnik
- Franja Završnik
- Jernej Završnik
- Franjo Zdravič
- Mario Zdravlič
- Krištof Zevnik
- Ivan Zhuber
- Janez Zidar*
- Nina Zidar?
- Ivo Zidarič
- Mihaela Zidarn*
- Gregor Ziherl*
- Kristina Ziherl *
- Marjeta Zorc (* 1947)
- Ruda Zorc Pleskovič
- Thomas Zorc
- Peter Zorčič
- Majda Zorec Karlovšek
- Anton Zorko
- Martin Zorko
- Tatjana Zorko (1955)
- Alojz Zorn *
- Branko Zorn *
- Anton Zupan
- Ciril Zupan
- Igor Zupan
- Jelka Zupan
- Matija Zupan *
- Rudi Zupan
- Franc Zupanc
- Oskar Zupanc
- Tomaž Zupanc
- David Zupančič*
- Stane Zupančič*
- Živa Zupančič
- Sanja Zupanič Mali*
- Zvonka Zupanič Slavec
- Emerik Zver?
- Samo Zver
- Matjaž Zwitter

## Ž
- Janez Mihael Žagar
- Alenka Žagar Slana
- Anton Žajdela
- France Žajdela
- Janko Žajdela
- Zvone Žajdela
- Bojan Žakelj
- Tone Žakelj
- Vladimir Žakelj
- Jurij Žargi*
- Miha Žargi
- Radoslav Žargi
- Aleksij Žbona
- Ivan Žebeljan
- Zoltan Žekš
- Tone Žel
- Vesna Železnik *
- Vinko Železnikar
- Aleš Žemva
- Božena Žen Boh
- Danijel Žeronder
- Božo Žerovec
- Janez Žgajnar (zdravnik)
- Darko Žiberna
- Ivanka Žigon
- Andrej Žist*
- Jože Žitnik
- Gordana Živčec Kalan
- Maja Živec Turk
- Stanko Živec
- Maja Živec Kozlevčar
- Marko Živin?
- Felice Žiža
- Peter Žiža
- Bogomir Žižek*
- Franc Žižek* (1839-1926)
- Marko Žličar
- Andrej Žmavc (zdravnik)
- Franc Žnidaršič
- Marija Žnidaršič
- Tjaša Žohar Čretnik
- Milan Žumer
- Alojz Žuntar ?
- Ivan Žuntar ?
- Milan Žuntar
- Anton Žunter
- Anka Župan Prelesnik*
- Andrej O. Župančič
- Jasna Župančič-Kmet
- Avgust Župevc
- Vladimir Žura
- Ivan Žuran
- Silva Žužek
- Terezija Žužek
- Bojana Žvan
- Franc Žvanut
- Stanko Žvokelj